# Blacksögrundet
Blacksögrundet är en ö i Finland. Den ligger i Bottenhavet och i kommunen Närpes i den ekonomiska regionen  Sydösterbotten i landskapet Österbotten, i den västra delen av landet. Ön ligger omkring 56 kilometer sydväst om Vasa och omkring 350 kilometer nordväst om Helsingfors.
Öns area är 1,09 kvadratkilometer och dess största längd är 2 kilometer i nord-sydlig riktning. I omgivningarna runt Blacksögrundet växer i huvudsak blandskog.

## Klimat
Inlandsklimat råder i trakten. Årsmedeltemperaturen i trakten är 2 °C. Den varmaste månaden är juli, då medeltemperaturen är 16 °C, och den kallaste är februari, med −10 °C.